# 緒方克也
緒方 克也（おがた かつや、1947年 - ）は、日本の歯科医師・歯学者・開業医。日本障害者歯科学会理事長。熊本県熊本市生まれ。

## 経歴
1971年神奈川歯科大学卒業。同大学助手を経て1979年に開業。2012年より日本障害者歯科学会理事長。

## 著作
- 緒方克也 他 著、大橋, 靖、加藤, 譲治、野口, 政宏 編『抜歯の臨床』医歯薬出版〈月刊「歯界展望」別冊〉、1979年4月。 NCID BN15786437。
- 緒方克也 著「IV 局所麻酔法 4．伝達麻酔法」、中久喜喬 編『歯科局所麻酔の実際』医歯薬出版、1979年5月。ISBN 978-4-263-40252-8。 NCID BN03319897。
- 緒方克也『チェアーサイドの心遣い』医歯薬出版〈デンタルスタッフのオフィスノート〉、1988年10月。ISBN 978-4-263-40545-1。 NCID BN10228383。
- 緒方克也『チェアーサイドの創造性』医歯薬出版〈デンタルスタッフのオフィスノート〉、1988年10月。ISBN 978-4-263-40546-8。 NCID BN13844281。
- 緒方克也『6 さあ,お口をあけて!: 歯科医療の現場から』口腔保健協会〈OHブックス〉、1989年。ISBN 4896050525。 NCID BN03782246。
- 緒方克也 編『地域で診る障害者歯科』医歯薬出版、1990年3月。ISBN 978-4-263-40559-8。 NCID BN04592949。
- 緒方克也『患者さんによろこばれる笑気吸入鎮静法』医歯薬出版、1991年7月。ISBN 978-4-263-45117-5。 NCID BN06947761。
- 緒方克也『1 人事管理のソフトウエア』医歯薬出版〈院長のためのスタッフマネジメント〉、1992年1月。ISBN 4263451236。 NCID BN07081946。
- 緒方克也『2 スタッフ教育のソフトウエア』医歯薬出版〈院長のためのスタッフマネジメント〉、1992年1月。ISBN 4263451244。 NCID BN07082392。
- 緒方克也 他 著、医歯薬出版 編『チェアサイドの安心』医歯薬出版〈月刊「デンタルハイジーン」別冊〉、1992年3月。 NCID BN15839238。
- 野口政宏、緒方克也『口の痛み歯の痛み』医歯薬出版、1995年11月。ISBN 978-4-263-45305-6。 NCID BN13636808。
- 緒方克也 著「3 対象別フォローアップの実際 初期齲蝕のフォローアップ」、中尾勝彦、北川原健 編『口腔ケアのためのフォローアップシステム』医歯薬出版〈隔月刊「補綴臨床」別冊〉、1996年7月。 NCID BN15739233。
- 伊藤千代栄『歯科衛生士のための障害者歯科』監修 酒井信明、緒方克也、医歯薬出版、1996年10月。ISBN 4263453573。 NCID BN16007605。
- 緒方克也、浜野良彦 編『お母さんに知ってほしい子どもの口と歯のホームケア』医歯薬出版、1997年2月。ISBN 978-4-263-45357-5。 NCID BN16007605。
- 緒方克也『チェアーサイドの応援歌』医歯薬出版〈デンタルスタッフのオフィスノート〉、1998年2月。ISBN 978-4-263-40547-5。 NCID BA3514485X。
- 酒井信明、鈴木康生、緒方克也、森崎市治郎、塚本末廣、宮城敦、植松宏、向井美惠、井上美津子、池田正一 著、酒井信明、植松宏 編『障害者の歯科医療』医学情報社、1998年3月。ISBN 4900807435。 NCID BA35161768。
- 森崎, 市治郎、緒方, 克也、向井, 美惠 編『障害者歯科ガイドブック』医歯薬出版、1999年4月30日。ISBN 978-4-263-45440-4。 NCID BA41571618。
- 加藤仁資、望月亮 編『歯科臨床の セイフティマネジメント 実例にみる“偶発・緊急・安全”』協力 緒方克也 ほか、医歯薬出版、1999年9月。ISBN 978-4-263-45455-8。 NCID BA43674983。
- 緒方克也、進士久明 編『かかりつけ歯科医のための小児歯科マニュアル』医歯薬出版、2000年3月。ISBN 4263454677。 NCID BA46246920。
- 足立三枝子 他『歯科衛生士のための障害者歯科』監修 酒井信明、緒方克也（第2版）、医歯薬出版、2001年3月。ISBN 4263421418。 NCID BA53785685。
- 足立三枝子 他『歯科衛生士のための障害者歯科』監修 緒方克也（第3版）、医歯薬出版、2006年10月。ISBN 4263421582。 NCID BA79705182。
- 緒方克也、進士久明 編『かかりつけ歯科医のための小児歯科マニュアル』医歯薬出版、2007年7月20日。ISBN 9784263442500。 NCID BA8327993X。
- 緒方克也 編『絵カードを使った障害者歯科診療視覚支援の考え方と実践 62枚の絵カード付き』医歯薬出版、2008年2月20日。ISBN 9784263442593。 NCID BA85615823。
- 編集主幹 緒方克也、柿木保明 編『障害者歯科学』永末書店〈歯科衛生士講座〉、2014年3月20日。ISBN 9784816012686。 NCID BB15334077。

## 所属団体
- 日本歯科医学会
  - 日本障害者歯科学会 理事長[2]

| 学職                                       | 学職                                                                     | 学職                                                   |
| ------------------------------------------ | ------------------------------------------------------------------------ | ------------------------------------------------------ |
| 先代 向井美惠 第7代 2010年度 - 2011年度    | 日本障害者歯科学会理事長 第8代 2012年度 -                                | 次代 （現職）                                          |
| 先代 植松宏 第27回 2010年 タワーホール船堀 | 日本障害者歯科学会総会および学術大会 大会長 第28回 2011年 福岡国際会議場 | 次代 木下憲治 第29回 2012年 札幌コンベンションセンター |